# Sensacionalismo
Sensacionalismo  es un término periodístico generalmente peyorativo, que denuncia la tendencia a producir sensación, emoción o impresión. Es aplicable a todos los medios de comunicación (especialmente la prensa escrita, la radio, medios digitales, o la televisión). También se utilizan otros términos: tabloide (alusivo al formato de hoja que suelen tener estas publicaciones), amarillismo o prensa amarilla, nota roja (en el caso de noticias sobre crímenes y muertes), y periodismo del corazón o "prensa rosa" (para los asuntos de vida privada de celebridades).
Los medios de comunicación sensacionalistas se caracterizan por difundir información polémica, chocante o que llama mucho la atención, a menudo de escasa trascendencia pero que despierta gran interés entre el público, en perjuicio de otros asuntos o de los aspectos objetivamente más importantes de tales asuntos. Es común que en los medios de comunicación sensacionalistas se tienda a verter repetidamente información dudosa, falsa o dañina. Los objetivos del sensacionalismo son espurios para el periodismo: la obtención a toda costa de mayor repercusión (audiencia o tirada), y por tanto mayores beneficios económicos, o la manipulación de la opinión pública (con un determinado propósito: empresarial, político, social o ideológico).
Medios no considerados como sensacionalistas también presentan en alguna medida esta tendencia, como parte de lo que se conoce como sesgo mediático. Existe un dicho muy conocido en periodismo que refleja la filosofía del sensacionalismo: «nunca dejes que la realidad te estropee una buena noticia».
En cuanto a la forma, el diseño sensacionalista suele utilizar letras mayúsculas de palo seco en los titulares, fondos negros y colores fuertes como el rojo. Destaca también la abundancia de imágenes en detrimento del texto, a menudo silueteadas o formando montajes.
Esta forma de prensa popular se inició con la llegada de los periódicos New York Sun (1883) y New York Herald (1885), que además de abaratar sus precios, editaba artículos de interés humano tales eran como sucesos en las ciudades, casos policiales, noticias de farándula y espectáculos. Más tarde en Argentina nace el diario Crítica (1913), que se le atribuye a Natalio Felíx Botana, este tenía las mismas características que los anteriores.
En Europa, destacan el alemán Bild, del grupo Axel Springer, y los británicos Daily Star (Express Newspaper) y Daily Mirror.
El sensacionalismo también se puede dar en otros ámbitos, como la música. El sensacionalismo musical se concreta en las campañas publicitarias realizadas por parte de las discográficas para poner de moda a un grupo o artista, explotar su imagen y conseguir las mayores ventas posibles (a estos grupos o artistas se les suele catalogar como "comerciales" -música comercial-).